# Rafael Guízar y Valencia
Svatý Rafael Guízar y Valencia (26. dubna 1878, Cotija – 6. června 1938, Ciudad de México) byl mexický římskokatolický kněz a biskup Veracruzu–Xalapy.

## Život
Narodil se 26. dubna 1878 v Cotiji jako jeden z jedenácti dětí Prudencia Guízar a Natividad Valencia. Jeho rodiče byli velmi bohatí majitelé velkých pozemků.
Když mu bylo 13 let, vstoupil do kněžského semináře. Brzy se musel vrátit domů kvůli finanční krizi. Nakonec byl 1. června 1901 vysvěcen na kněze. Stal se velkým kazatelem a začal zakládat misie po celém Mexiku. Roku 1903 založil kongregaci Misionářů Naší Paní Naděje. O dva roky později se stal apoštolským misionářem a následně spirituálem vyššího semináře v Zamoře. Rodinné peníze použil k založení školy pro dívky a dvou kolejí pro chlapce.
Roku 1911 začala v Mexiku perzekuce katolické církve. Jeho kongregace byla rozpuštěna a jeho misijní práce byla zakázána. Otec Rafael svou práci vykonával potají. V Ciudad de México založil katolický magazín, který vládla brzy zakázala. Několikrát se převlíkl za potulného obchodníka či muzikanta aby v tajnosti mohl sloužit chudým a potřebným. Vojáci jej několikrát postřelili a v jeho nepřítomnosti jej odsoudili k trestu smrti. Roku 1916 utekl kvůli úřadům do USA a poté do Guatemaly, kde jeden rok strávil svou misijní prací. V letech 1917 až 1919 kázal evangelium na Kubě.
Dne 1. srpna 1919 jej papež Benedikt XV. jmenoval biskupem diecéze Veracruz–Xalapa. Biskupské svěcení přijal 30. listopadu 1919 z rukou apoštolského delegáta a arcibiskupa Tita Trocchiho a spolusvětiteli byli biskup Pedro Ladislao González y Estrada a biskup Valentín Zubizarreta y Unamunsaga. Následně pokračoval ve své misijní práci v Kolumbii a 4. ledna 1920 se vrátil do Mexika.
Pronásledování církve se stupňovala. Diecézní seminář byl zavřen a biskup studenty přesunul do Ciudad de México, kde pokračovala tajná výuka. Roku 1931 rozhodl veracruzský guvernér Tejada, aby na 100 000 katolíků sloužil jen jeden kněz. Na protest biskup Rafel zavřel všechny své kostely. Guvernér rozhodl o zastřelení biskupa Rafaela. Biskup Rafael sám odešel do guvernérského paláce a ze strachu z povstání guvernér trest smrti zrušil. Do konce svého života bojoval proti systému a chránil svou církev.
Zemřel 6. června 1938 v Ciudad de México.

## Proces svatořečení
Jeho proces svatořečení byl zahájen 3. září 1952 v arcidiecézi Veracruz-Xalapa. Dne 27. listopadu 1981 uznal papež sv. Jan Pavel II. jeho hrdinské ctnosti.
Dne 2. července 1994 uznal papež zázrak uzdravení na jeho přímluvu. Blahořečen byl 29. ledna 1995.
Dne 28. dubna 2006 uznal papež Benedikt XVI. druhý zázrak uzdravení na jeho přímluvu. Svatořečen byl 15. října 2006.